# Tuberculosa monteithi
Tuberculosa monteithi là một loài nhện trong họ Lycosidae.
Loài này thuộc chi Tuberculosa. Tuberculosa monteithi được Volker W. Framenau & J. S. Yoo miêu tả năm 2006.